# Futebol Clube da Lixa
O Futebol Clube da Lixa é um clube desportivo da cidade de Lixa, concelho de Felgueiras, distrito do Porto, fundado a 1 de abril de 1934. Atualmente tem equipa de futebol Sénior, Juniores, Juvenis, Iniciados, infantis A, Infantis B, Escolas A, Escolas B, Escola de Futebol, Veteranos e, na modalidade de futsal, Futsal Sénior Masculino e Futsal Junior Feminino.

## História
D. José de Avillez, nobre lisboeta, veio em meados da década de 1920 tratar um problema de saúde na Estância do Seixoso, que era na altura uma valência clínica muito famosa liderada pelo reputado Dr. Cequeira Mago. D. José de Avillez era um apaixonado pelo futebol e depois de tratado acaba por casar e permanece na Lixa, onde vive e constitui família. A sua paixão pelo futebol fê-lo criar algumas equipas de futebol, onde o próprio jogava, treinava e dirigia. Até que em 1929 regista mesmo o Sporting Clube Lixense, em homenagem ao seu clube lisboeta, o Sporting Clube de Portugal. Em 1934, o Sporting Clube Lixense passa a denominar-se Futebol Clube da Lixa, filial do Futebol Clube do Porto, é inscrito na Associação de Futebol do Porto e passa a integrar campeonatos oficiais.
A história do Lixa chega ao auge em 1983/84 quando o clube disputa a 2ª Divisão Nacional que dava acesso à 1ª Divisão. Nesse o ano o FC Lixa obtém um brilhante 10º lugar e permanece durante mais algumas épocas na mesma divisão, até ser criada a 2ª Divisão B Zona Norte onde o clube é atualmente um dos recordistas de presenças. 
O palmarés do FC Lixa conta com dois campeonatos da Divisão de Honra da AF Porto, onde o clube joga atualmente, e foi duas vezes campeão da III Divisão Nacional, sendo a última em 2002/03. O seu presidente atual é Bino Lopes. A equipa de futebol sénior participa, na época de 2011/12 na Divisão de Honra da Associação de Futebol do Porto.
O Estádio do clube chama-se Estádio Senhor do Amparo, é um estádio já com grande tradição futebolística, sendo conhecido pelo ambiente hostil para os adversários e por ser um terreno difícil, onde até as equipas grandes perdem, este estádio conta já com cerca de 70 anos.
A claque do FC Lixa, que segue o clube, seja nas categorias Seniores, Futsal, Feminino ou Futebol Juvenil é chamada "S.DOGS". A história do FC Lixa ficou marcada por grandes lendas do clube como: Rafael Teixeira, Gonçalo Guimarães e Samunaldo.

## Histórico
|                   | Nº Presenças    | Títulos |
| ----------------- | --------------- | ------- |
| Temporadas na 1ª  | 10              | 9       |
| Temporadas na 2ª  | 3               |         |
| Temporadas na 2ªB | 17 (a decorrer) |         |
| Temporadas na 3ª  | 10              |         |
| Taça de Portugal  | -               |         |
| Taça da Liga      | 0               |         |

### Classificações
| Escalão          | 01/02 | 02/03 | 03/04 | 04/05 | 05/06 | 06/07 | 07/08 | 08/09 | 09/10 |
| ---------------- | ----- | ----- | ----- | ----- | ----- | ----- | ----- | ----- | ----- |
| Liga Sagres      | -     | -     | -     | -     | -     | -     | -     | -     | -     |
| Liga Vitalis     | -     | -     | -     | -     | -     | -     | -     | -     | -     |
| II Divisão       | -     | -     | 11°   | 8°    | 10°   | 8°    | 14°   | -     | -     |
| III Divisão      | -     | 1°    | -     | -     | -     | -     | -     | -     | -     |
| 1º Escalão Dist. | 1°    | -     | -     | -     | -     | -     | -     | -     | -     |